# Ryan Harrison
Ryan Harrison (Shreveport, 7 de maig de 1992) és un tennista professional estatunidenc.
Al llarg de la seva trajectòria, guanyar un títol individual i quatre títols de dobles al circuit ATP. A més, el tennista de Lousiana també ha aconseguit quatre Challengers. En el seu palmarès destaca el Roland Garros en dobles masculins fent parella amb Michael Venus. El seu millor rànquing en dobles fou el 16è lloc i el 40è individualment, ambdós aconseguits l'any 2017.
Va destacar en categoria júnior i va esdevenir un dels tennistes més joves en guanyar un partit al circuit ATP, però la seva evolució no va tenir continuïtat i gran part de la seva carrera la va desenvolupar en el circuit ATP Challenger Tour.

## Biografia
Fill de Pat i Susie Harrison, que fou tennista durant pocs anys. Té dos germans més petits anomenats Christian i Madison, ambdós també són tennistes. Amb Christian han disputat algun torneig de dobles fent parella.
Va començar a jugar a tennis de molt petit i com que va destacar de jove, va entrar a la IMG Academy de Bradenton, de la qual encara forma part. Per entrenar en aquesta acadèmia es va traslladar a Florida.
Es va casar amb Lauren McHale a Austin el 2016, germana de la tennista professional Christina McHale.

## Torneigs de Grand Slam

### Dobles masculins: 1 (1−0)
| Resultat  | Núm. | Any  | Torneig       | Parella       | Oponents                       | Marcador            |
| --------- | ---- | ---- | ------------- | ------------- | ------------------------------ | ------------------- |
| Guanyador | 1.   | 2017 | Roland Garros | Michael Venus | Santiago González Donald Young | 7−6(3), 6−7(4), 6−3 |

## Palmarès

### Individual: 4 (1−3)
| Llegenda                          |
| --------------------------------- |
| Grand Slams (0−0)                 |
| ATP Finals (0−0)                  |
| ATP World Tour Masters 1000 (0−0) |
| ATP World Tour 500 (0−0)          |
| ATP World Tour 250 (1−3)          |

| Títols per superfície |
| --------------------- |
| Dura (1−3)            |
| Gespa (0−0)           |
| Terra batuda (0−0)    |

| Resultat  | Núm. | Data                 | Torneig               | Superfície | Oponent               | Marcador       |
| --------- | ---- | -------------------- | --------------------- | ---------- | --------------------- | -------------- |
| Guanyador | 1.   | 19 de febrer de 2017 | Memphis, Estats Units | Dura (i)   | Níkoloz Bassilaixvili | 6−1, 6−4       |
| Finalista | 1.   | 30 de juliol de 2017 | Atlanta, Estats Units | Dura       | John Isner            | 6−7(6), 6−7(7) |
| Finalista | 2.   | 7 de gener de 2018   | Brisbane, Austràlia   | Dura       | Nick Kyrgios          | 4−6, 2−6       |
| Finalista | 3.   | 29 de juliol de 2018 | Atlanta (2)           | Dura       | John Isner            | 7−5, 3−6, 4−6  |

### Dobles masculins: 7 (4−3)
| Llegenda                          |
| --------------------------------- |
| Grand Slams (1−0)                 |
| ATP Finals (0−0)                  |
| ATP World Tour Masters 1000 (0−0) |
| ATP World Tour 500 (0−0)          |
| ATP World Tour 250 (3−3)          |

| Títols per superfície |
| --------------------- |
| Dura (1−3)            |
| Gespa (1−0)           |
| Terra batuda (2−0)    |

| Resultat  | Núm. | Data                 | Torneig                    | Superfície   | Parella            | Oponents                           | Marcador               |
| --------- | ---- | -------------------- | -------------------------- | ------------ | ------------------ | ---------------------------------- | ---------------------- |
| Guanyador | 1.   | 10 de juliol de 2011 | Newport, Estats Units      | Gespa        | Matthew Ebden      | Johan Brunström Adil Shamasdin     | 4−6, 6−3, [10−5]       |
| Guanyador | 2.   | 22 de juliol de 2012 | Atlanta, Estats Units      | Dura         | Matthew Ebden      | Xavier Malisse Michael Russell     | 6−3, 3−6, [10−6]       |
| Finalista | 1.   | 19 de febrer de 2017 | Memphis, Estats Units      | Dura (i)     | Steve Johnson      | Brian Baker Nikola Mektić          | 3−6, 4−6               |
| Guanyador | 3.   | 7 de maig de 2017    | Estoril, Portugal          | Terra batuda | Michael Venus      | David Marrero Tommy Robredo        | 7−5, 6−2               |
| Guanyador | 4.   | 11 de juny de 2017   | Roland Garros, França      | Terra batuda | Michael Venus      | Santiago González Donald Young     | 7−6(5), 6−7(4), 6−3    |
| Finalista | 2.   | 29 de juliol de 2018 | Atlanta                    | Dura         | Rajeev Ram         | Nicholas Monroe John-Patrick Smith | 6−3, 6−7(5), [8−10]    |
| Finalista | 3.   | 13 de gener de 2021  | Delray Beach, Estats Units | Dura         | Christian Harrison | Ariel Behar Gonzalo Escobar        | 7−6(5), 6−7(4), [4−10] |

## Trajectòria

### Individual
| Open d'Austràlia | A   | A           | 1R          | 1R          | 1R    | 2R          | 1R          | Q1          | 1R    | 2R          | 3R          | 2R          | A   | 0 / 9     | 5 – 9     |
| Roland Garros | A   | A           | Q3          | 1R          | 1R    | 2R          | Q2          | A           | Q2    | 1R          | 1R          | A           | A   | 0 / 5     | 1 – 5     |
| Wimbledon | A   | A           | Q1          | 2R          | 2R    | 1R          | 1R          | Q1          | Q1    | 2R          | 2R          | A           | NC  | 0 / 6     | 4 – 6     |
| US Open | Q1  | Q1          | 2R          | 1R          | 2R    | 1R          | 1R          | 1R          | 3R    | 1R          | 1R          | Q1          | A   | 0 / 9     | 4 – 9     |
| Jocs Olímpics | A   | No celebrat | No celebrat | No celebrat | 1R    | No celebrat | No celebrat | No celebrat | A     | No celebrat | No celebrat | No celebrat | A   | 0 / 1     | 0 – 1     |
| Total Victòries−Derrotes                                                                                                   | 1−1 | 0−0         | 4−9         | 14−19       | 23−24 | 11−21       | 5−13        | 5−8         | 11−11 | 19−23       | 21−21       | 3−7         | 1−1 | 118 – 158 | 118 – 158 |
| Rànquing a final d'any | 748 | 360         | 173         | 79          | 69    | 100         | 191         | 112         | 90    | 47          | 62          | 302         | 473 |           |           |
| Llegenda: G: Guanyador; F: Finalista; SF: Semifinalista; QF: Quarts de final; Q: Qualificació; A: Absent; RR: Round Robin; |     |             |             |             |       |             |             |             |       |             |             |             |     |           |           |

### Dobles masculins
| Open d'Austràlia | A   | A   | A   | A   | 1R   | 1R  | 1R  | A   | A   | A     | 1R    | SF  | A   | 0 / 5   | 4 – 5   |
| Roland Garros | A   | A   | A   | A   | QF   | A   | A   | A   | A   | G     | 1R    | A   | A   | 1 / 3   | 9 – 2   |
| Wimbledon | A   | A   | A   | 1R  | 1R   | A   | 1R  | A   | A   | QF    | 1R    | A   | NC  | 0 / 5   | 3 – 5   |
| US Open | 1R  | 2R  | 2R  | A   | QF   | 2R  | A   | A   | 1R  | 1R    | 3R    | 1R  | 3R  | 0 / 10  | 10 – 10 |
| ATP Finals | A   | A   | A   | A   | A    | A   | A   | A   | A   | SF    | A     | A   | A   | 0 / 1   | 3 – 1   |
| Total Victòries−Derrotes                                                                                                   | 0−2 | 1−1 | 4−4 | 5−7 | 13−9 | 3−8 | 6−6 | 5−4 | 3−3 | 24−17 | 17−14 | 7−6 | 1−1 | 88 – 81 | 88 – 81 |
| Rànquing a final d'any | 737 | 422 | 173 | 157 | 62   | 368 | 104 | 203 | 238 | 16    | 102   | 93  | 263 |         |         |
| Llegenda: G: Guanyador; F: Finalista; SF: Semifinalista; QF: Quarts de final; Q: Qualificació; A: Absent; RR: Round Robin; |     |     |     |     |      |     |     |     |     |       |       |     |     |         |         |